# Hamburger Abendblatt
Hamburger Abendblatt è un quotidiano tedesco di Amburgo.
Il quotidiano si concentra sulle notizie di Amburgo e nell'area e produce supplementi regionali con notizie da Norderstedt, Ahrensburg, Harburg e Pinneberg. Politicamente il giornale è leggermente conservatore, ma generalmente a favore del governo, anche durante le amministrazioni SPD.

## Storia e profilo
Quattro precedenti giornali di Amburgo avevano la parola Abendblatt ("Giornale della sera") nel loro titolo, incluso uno chiamato Hamburger Abendblatt, fondato il 2 maggio 1820.
Questa incarnazione dell'Hamburger Abendblatt, tuttavia, fu pubblicata per la prima volta dopo la seconda guerra mondiale a partire dal 14 ottobre 1948 con un'edizione iniziale di 60 000 copie. Il giornale ricevette una licenza di pubblicazione dal Senato di Amburgo e dal sindaco Max Brauer, che lo rese il primo quotidiano della Germania del dopoguerra a ricevere una licenza dalle autorità di occupazione tedesche anziché alleate. Dopo circa sei mesi di attività, la sua diffusione è aumentata a 170 000 copie al giorno. Fino agli anni settanta è stato consegnato nel pomeriggio, ma ora viene consegnato al mattino presto.
Dal 1948 al 2013 Hamburger Abendblatt è stato pubblicato da Axel Springer AG. L'articolo è pubblicato da Funke Mediengruppe, che lo ha acquistato da Axel Springer a partire dal 1º gennaio 2014. Il giornale appariva solo dal lunedì al sabato, ma dal 29 ottobre 2006 ha anche pubblicato un'edizione domenicale per competere con l'introduzione di un'edizione dominicale dell'Hamburger Morgenpost il 5 novembre 2006.

## Circolazione
Hamburger Abendblatt ha avuto una tiratura di 288 000 copie nel 2001. La diffusione del giornale è stata di 252 533 copie nel primo trimestre del 2006. È aumentato a 286 992 copie nel secondo trimestre del 2009.

## Personalità

### Redattori
- Dagmar von Hagen, dal 1956 inizialmente come volontario[4]

### Capo-redattori
- Wilhelm Schulze, 1948-1952
- Otto Siemer, 1952-1965
- Martin Saller, 1965-1969
- Werner Titzrath, 1969-1983
- Klaus Korn, 1983-1989
- Peter Kruse, 1989-2001
- Menso Heyl, 2001-2008
- Claus Strunz, dal 2008 al giugno 2011
- Lars Haider, da luglio 2011